# Brant (New York)
Brant város az USA New York államában, Erie megyében. Lakosainak száma 1912 fő (2020. április 1.).

## Népesség
A település népességének változása:

| 2010 | 2 065 |
| 2020 | 1 912 |